# モーリス・ロングボトム
モーリス・ロングボトム（Maurice Longbottom、1995年1月30日 - ）は、オーストラリアのラグビー選手。

## プロフィール
- オーストラリア、ラ・ペルーズ出身[1]。
- ポジションはセンター(CTB)。
- 身長 165cm、体重 75kg
- 元ラグビーリーグの選手だった[2]。

## 略歴
2021年、東京五輪の7人制オーストラリア代表に選ばれた。
2024年、パリ五輪の7人制オーストラリア代表に選ばれた。